# Цирквали
Цирквали (груз. წირქვალი) — село в Грузии, на территории Чиатурского муниципалитета края (мхаре) Имеретия.

## География
Село находится на западе центральной части Грузии, в пределах Чиатурского плато, на расстоянии приблизительно 10 километров (по прямой) к северу от города Чиатура, административного центра муниципалитета. Абсолютная высота — 681 метр над уровнем моря.

## Население
По результатам официальной переписи населения 2014 года, в Цирквали проживало 963 человека (461 мужчина и 502 женщины). В национальной структуре населения грузины составляли 99,7 %, русские — 0,3 %.
| Год  | Население, человек |
| ---- | ------------------ |
| 2002 | 1385               |
| 2014 | ↘ 963              |